# Округ Манати (Флорида)
Манати (енгл. Manatee County) је округ у америчкој савезној држави Флорида. По попису из 2010. године број становника је 322.833.

## Демографија
Према попису становништва из 2010. у округу је живело 322.833 становника, што је 58.831 (22,3%) становника више него 2000. године.
| Група             | 2000.           | 2010.           |
| Белци             | 212.664 (80,6%) | 236.950 (73,4%) |
| Афроамериканци    | 21.611 (8,2%)   | 28.230 (8,7%)   |
| Азијати           | 2.365 (0,9%)    | 5.275 (1,6%)    |
| Хиспаноамериканци | 24.540 (9,3%)   | 47.955 (14,9%)  |
| Укупно            | 264.002         | 322.833         |